# ریشارد یورکوفسکی
ریشارد یورکوفسکی (لهستانی: Ryszard Jurkowski؛ زادهٔ ۲۸ مهٔ ۱۹۴۵) یک معمار و طراح و برنامه‌ریز شهری اهل لهستان است که بابت طراحی‌های مینیمالیستی خانه‌های مسکونی، تجاری، آموزشی و صنعتی و همچنین مبارزاتش علیه معماری کسالت‌بار و یکنواخت دوران حکومت کمونیسم شهرت دارد. او یکی از پًرکارترین معماران کشور لهستان محسوب می‌شود.
وی همچنین برندهٔ جوایزی همچون جایزه افتخاری انجمن معماران لهستان شده‌است.